# Pàvel Ledniov
Pavel Lednyov o  Pavel Lednev (en rus: Павел Леднëв) (Nijni Nóvgorod, Unió Soviètica 25 de març de 1943- 23 de novembre del 2010) fou un pentatlista modern rus, ja retirat, que competí per la Unió Soviètica i que aconseguí guanyar set medalles olímpiques tretze medalles mundialistes.

## Biografia
Va néixer el 25 de març de 1943 a la ciutat de Nijni Nóvgorod, població situada a l'óblast de Nijni Nóvgorod i del Districte Federal del Volga, actualment situada a Rússia però que en aquells moments formava part de la Unió Soviètica.

## Carrera esportiva
Va participar, als 25 anys, als Jocs Olímpics d'Estiu de 1968 realitzats a Ciutat de Mèxic (Mèxic), on va aconseguir guanyar la medalla de plata en la prova masculina per equips i la medalla de bronze en la prova individual. En els Jocs Olímpics d'Estiu de 1972 realitzats a Múnic (Alemanya Occidental) va aconseguir guanyar la medalla d'or en la prova per equips i altre cop la medalla de bronze en la competició individual. En els Jocs Olímpics d'Estiu de 1976 realitzats a Mont-real (Canadà) aconseguí guanyar la medalla de plata en la prova individual i fou desqualificat en la prova per equips. En els Jocs Olímpics d'Estiu de 1980 realitzats a Moscou (Unió Soviètica) aconseguí una nova medalla d'or en la prova per equips i una nova medalla de bronze en la prova individual.
Al llarg de la seva carrera activa guanyà 13 medalles en el Campionat del Món de pentantló modern, entre elles set medalles d'or, quatre medalles de plata i dues medalles de bronze.
Ha mort el 23 de novembre del 2010.